# Софија (име)
Софија је женско име грчког порекла. Потиче од грчке речи Σοφία (Sophía), што значи „мудрост“, „знање“, „вештина“. Назив филозофија има исти корен речи. У Охриду се налази црква Свете Софије, за коју се претпоставља да је настала у 10. веку, што говори и о старости овог имена. Користи се у Србији, Хрватској, Литванији и Летонији.

## Популарност
У Србији је ово име у периоду од 2003. до 2005. било на 19. месту по популарности. Занимљиво је да је у овом облику у јужној Аустралији ово име било међу првих 1.000 имена 2004. године.

## Имендани
У Летонији се имендан слави 15. маја, а у Литванији истог дана, али и 30. априла и 30. септембра.

## Изведена имена
Од овог имена изведена су имена Софка, Соја, Сојка, Сока и Соња.

## Познате личности
- Софија (супруга Јустина II), супруга византијског цара, Јустина II